# Aprendizaje electrónico móvil
El aprendizaje electrónico móvil, en inglés m-learning, o simplemente aprendizaje móvil es una forma de aprendizaje que facilita la construcción del conocimiento, la resolución de problemas y el desarrollo de destrezas y habilidades diversas de manera autónoma y ubicua, gracias a la mediación de dispositivos móviles tales como teléfonos móviles, PDA, tabletas y todo dispositivo que tenga alguna forma de conectividad inalámbrica. Esta modalidad educativa surge como producto de la aplicación de nuevas tendencias educativas, y la convergencia tecnológica de modelos educativos a distancia y presenciales con el uso de tecnología móvil e inalámbrica facilitando la interacción y el acceso a contenidos. Algunas características de este tipo de aprendizaje son la flexibilidad y la disponibilidad ya que permite eliminar las barreras geográficas y apoya a la educación a distancia y a la educación en línea a través de dispositivos móviles.

## Definición
O'Malley definió en 2004 el aprendizaje electrónico móvil como «cualquier tipo de aprendizaje que se produce cuando el alumno no se encuentra en una ubicación fija y predeterminada».[cita requerida] Esta última característica se conoce como aprendizaje ubicuo concepto que hace referencia al aprendizaje apoyado en la tecnología y que se puede realizar en cualquier lugar y momento. El aprendizaje móvil es una modalidad educativa cuyo pilar fundamental es la interacción, en diversos contextos, de los estudiantes y los dispositivos móviles con el fin de construir nuevos esquemas de conocimiento.
La UNESCO especifica que el aprendizaje móvil implica la utilización de dispositivos móviles con el objetivo de facilitar el aprendizaje formal e informal en cualquier momento y lugar. Asimismo, define las características de estos dispositivos como «digitales, portátiles, controlados por lo general por una persona (y no por una institución), que es además su dueña, tienen acceso a Internet y capacidad multimedia, y pueden facilitar un gran número de tareas, especialmente las relacionadas con la comunicación».
El aprendizaje electrónico móvil es la puesta en marcha de la docencia de forma totalmente virtual, a través de canales propiamente digitales, es decir, las redes de comunicación (como internet) y que para su desarrollo se hace uso de herramientas o aplicaciones de hipertexto, como son los foros, las páginas web, las plataformas formativas o el correo electrónico como un soporte para llevar a cabo el proceso de enseñanza y aprendizaje.
En definitiva, el aprendizaje electrónico móvil es una nueva metodología de enseñanza que se lleva a cabo a través del uso constante de dispositivos móviles, tales como teléfonos inteligentes, PDA, tabletas, iPad o cualquier otro dispositivo que tenga alguna conectividad inalámbrica.
Por tanto, el aprendizaje móvil, es una rama de las TIC, en la educación, que exige una nueva conceptualización de los modelos tradicionales de uso y aplicación de las tecnologías, una realidad con un plazo de adopción inmediato según el último informe NMC Horizon Report: 2017 Higher Education Edition. El uso de la tecnología móvil con fines pedagógicos constituye un elemento que al ser introducido en el aula rompe con los conocidos esquemas tradicionales. En este sentido, Tíscar Lara define al aprendizaje electrónico móvil como un elemento disruptor, un "caballo de Troya" que modifica las concepciones previas sobre la metodología de enseñanza, el rol del docente y del alumno, el tiempo y los espacios de aprendizaje. No hay que olvidar que el uso del aprendizaje electrónico móvil se basa en la utilización de las aplicaciones (APPs) que pueden o no haber sido diseñadas con carácter educativo.
Igualmente, cabe destacar que los proyectos piloto desarrollados por la UNESCO han mostrado que los dispositivos móviles no sólo impulsan la alfabetización y promueven la motivación de los alumnos/as; sino que también mejoran las posibilidades de desarrollo profesional de los docentes y la comunicación entre la comunidad educativa (padres, profesores y directivos).
El aprendizaje electrónico móvil se basa fundamentalmente en el aprovechamiento de las tecnologías móviles como base del proceso de aprendizaje. Por tanto, es un proceso de enseñanza y aprendizaje que tiene lugar en distintos contextos (virtuales o físicos) o haciendo uso de tecnologías móviles. El término “tecnología móvil” se vincula al ámbito de las comunicaciones móviles y describe las capacidades de comunicación electrónica de forma no cableada o fija entre puntos remotos y en movimiento. Las tecnologías móviles propician que el usuario-estudiante no precise estar en un lugar predeterminado para aprender y constituyen un paso hacia el aprendizaje en cualquier momento y en cualquier lugar, un avance que nos acerca al Ubiquitous Learning (uLearning), el potencial horizonte final de la combinación entre las tecnologías y los procesos de aprendizaje.

## Historia
El aprendizaje móvil tiene sus inicios en la década de 1980 gracias a Xerox, Palo Alto Research Center (PARC), compañía que presentó una computadora muy parecida a la tableta con el fin de que a los niños les empezara a atraer el mundo digital. (Borja, 2003) En este sentido, esta propuesta nunca llegó a ser materializada para su comercialización, debido principalmente a la falta de apoyo de dicha empresa. El término mobile learning aparece “a finales de la década de los ’90, en Estados Unidos, cuando se empezaron a usar las agendas electrónicas en educación. Además, en Europa arrancó el proyecto M learning en el año 2001, con el objetivo de apoyar a jóvenes que habían abandonado los estudios e impulsar el desarrollo de materiales abiertos para la educación para la vida.
Atendiendo a lo dicho por la UNESCO, el aprendizaje electrónico móvil  permite y facilita la comunicación y trabajo en línea de manera asíncrona. De esta manera tanto docentes como estudiantes tienen una mayor accesibilidad y disponibilidad en el aprendizaje. Se espera así que el aprendizaje electrónico móvil sirva como un entorno dinámico de aprendizaje en el cual los agentes envueltos en el proceso de enseñanza-aprendizaje mejoren también sus competencias con las nuevas tecnologías.
A partir del 2000, la Comisión Europea comenzó a financiar a las grandes empresas nacionales MOBIlearn M-Learning con el objetivo de potenciar la creación de proyectos de desarrollo de contenidos. De forma que, en 2001, un grupo de veinticuatro países crearon el M-Learning Project, a través del cual se entregó a doscientos cincuenta jóvenes de Italia, Suecia y Gran Bretaña, dispositivos móviles con herramientas educativas. Al culminar el estudio, el 80 % de los participantes afirmó que estas aplicaciones potenciaron una mejora significativa en su nivel de ortografía, lectura y matemáticas.
De acuerdo con Tíscar Lara, el término 'aprendizaje móvil' no aparece con los teléfonos inteligentes y tabletas, sino que se viene utilizando desde que se empezó a explorar las potencialidades educativas de los primeros dispositivos móviles con capacidad de conectividad (por ejemplo las PDA o los teléfonos con SMS). No obstante, solo la maduración de las tecnologías, con la aparición de los teléfonos inteligentes y tabletas, además de redes 3G y tiendas de aplicaciones, y así como el desarrollo de la web 2.0, permitió la explosión del aprendizaje móvil.
El aprendizaje móvil no consiste solamente en unir las tecnologías a la formación, sino que tiene ventajas pedagógicas sobre otros modelos educativos, incluso sobre su predecesor e-learning. Entre las ventajas principales se destaca la posibilidad de ofrecer un aprendizaje personalizado en cualquier momento y lugar, como también la posibilidad de realizar aprendizajes adaptados al estilo de aprendizaje de cada estudiante. Requiere un complejo proceso de cambio educativo que busca modificar el modo en que se están adquiriendo los conocimientos. Así lo define la UNESCO: «lo ideal sería que la tecnología y la educación evolucionaran en paralelo, y que las necesidades educativas impulsaran el progreso tecnológico además de adaptarse a él».

## Características y capacidades
Algunas características del aprendizaje móvil se muestran a continuación:
- Portabilidad, debido al pequeño tamaño de los dispositivos.
- Inmediatez y conectividad mediante redes inalámbricas.
- Ubicuidad, ya que se libera el aprendizaje de barreras espaciales o temporales.
- Es motivante y activo, porque desarrolla un rol dinámico en el alumno.
- Es accesible, ya que su precio es menor que el de otros dispositivos.
- Accesibilidad económica: aunque algunas personas puedan pensar que el aprendizaje electrónico móvil es una metodología cara, la realidad es muy contraria a esta creencia , pues en el caso de adquirir una tableta, se puede hacer uso de ella durante varios años, por no hablar del ahorro en cuanto a los gastos anuales en libros y otros recursos impresos.
- Se pueden realizar varias tareas a la vez.[15]
- Se facilita el aprendizaje de idiomas.[15]
- Fomento de la metodología del aprendizaje basado en problemas.[15]
- Adaptabilidad de servicios, aplicaciones e interfaces a las necesidades del usuario. También existe la posibilidad de incluir accesorios como teclados o lápices para facilitar su uso.[16]
- Aprendizaje funcional. Con el aprendizaje electrónico móvil realmente se aprende lo que nos interesa o nos gusta en cualquier lugar o momento.
- Aprendizaje objetivo. Se puede acceder a miles de recursos, opiniones… amoldando nuestros conocimientos a partir de las opiniones de varios autores, no de uno solo.
- Autoaprendizaje. Gracias a los dispositivos móviles se puede acceder a información, en tiempo real, de cualquier aspecto que se necesite saber.[17]
- La gamificación o ludificación del aprendizaje es el punto fuerte de su estructura.[18]
- El contenido siempre está actualizado.[19]

Los beneficios potenciales de este tipo de aprendizaje son:
- Mejora de la retención: debido a que es justo a tiempo, tarea a mano y personalizado para el alumno.
- Eficiencia: el aprendizaje móvil es eficiente debido a la portabilidad de las fuentes de información proporcionada por conectividad en cualquier momento y lugar.
- Ahorro de costos: los dispositivos móviles necesarios, en la mayoría de los casos, ya los tienen los usuarios potenciales. También hay ahorro debido a la reducción de las necesidades de espacio para salón de clases y de viaje del personal y de los alumnos.
- Ahorro de tiempo: el aprendizaje móvil es casi inmediato, no hay necesidad de programar clases sobre un tema o esperar para una presentación.
- Aumento de la colaboración y de las comunidades: pueden formar una comunidad de práctica que de soporte todos los participantes con la información oportuna que sea necesaria.
- Diseño más granular: el contenido de aprendizaje electrónico móvil, por necesidad, se formatea de diferente manera, lo que se envía al aprendiz debe ser producido en pequeñas piezas de información.
- Información actualizada: el aprendizaje electrónico móvil es dinámico. Siempre están disponibles expertos en línea y fuentes actualizadas.
- Personalización: el aprendizaje electrónico móvil es individual. Los aprendices seleccionan las actividades según sus gustos en el momento de su elección.
- Integralidad: el aprendizaje móvil es muy amplio. Proporciona eventos de aprendizaje de muchas fuentes, lo que permite a los aprendices seleccionar un formato favorito, así como un método de aprendizaje, y un proveedor de instrucción.
- Mejora la comunicación: los alumnos y docentes podrán crear comunidades virtuales de enseñanza, con el objetivo de compartir información que complemente el proceso de aprendizaje, y al mismo tiempo les ayuda a adquirir nuevos conocimientos.[20]

- Promueve el aprendizaje exploratorio: Esta característica promueve la curiosidad por aprender más. Además, no solo se refuerza la memoria, la lógica y el razonamiento sino que se experimenta la prueba y el error.[20]

El aprendizaje móvil está generando gran expectativa en el sistema educativo, dando lugar a interesantes iniciativas empresariales mediante el desarrollo de aplicaciones móviles educativas y proyectos de investigación, así como la apuesta decidida de gobiernos e instituciones en el desarrollo de programas y aplicaciones. Tal es el caso de los modelos 1:1 y el BYOT (Bring Your Own Technology). El modelo 1:1 consiste en "proveer a cada educando de un dispositivo sin costo alguno para él". Esta decisión se logra a través de programas gubernamentales que buscan integrar las TIC en la educación. El alto costo de la iniciativa y la poca formación de los docentes son algunos de los obstáculos que se presentan para continuar con estos programas. Una forma de hacer posible el 1:1 es que los alumnos utilicen los dispositivos que ya poseen. Esto da paso al BYOT, que es otra iniciativa especialmente viable en aquellos países en que la mayoría de la población tiene sus propios equipos.

### La brecha digital y el aprendizaje electrónico móvil

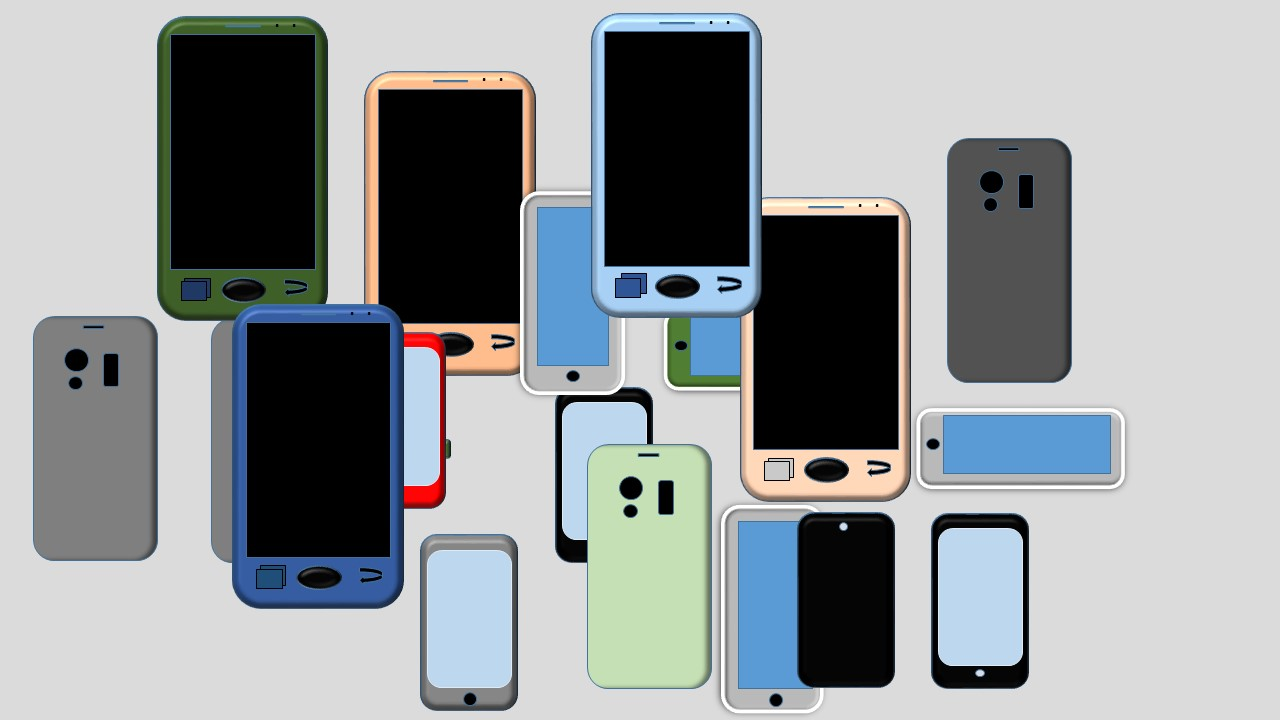
Las nuevas Tecnologías permiten a los alumnos llevar el aprendizaje del aula al mundo y viceversa

El término brecha digital hace referencia a la separación existente entre personas con acceso diario a las TIC y aquellas que carecen del mismo.
Este uso dispar de la tecnología y de la información no hace más que ampliar la brecha ya existente entre algunos sectores de la población, dando lugar a un incremento de las desigualdades sociales y económicas. Afortunadamente, la telefonía móvil está contribuyendo a reducir la brecha digital, ya que brindan la posibilidad de acceder a internet y a la práctica totalidad de las herramientas digitales mediante un dispositivo mucho más económico y accesible que un ordenador.
Para muchos, el aprendizaje electrónico móvil podría ser el caballo de Troya para eliminar la brecha digital o diferencia socioeconómica, de alfabetización y capacidad tecnológica, puesto que:
- Es una tecnología medianamente accesible para todos en el plano económico.
- Presenta posibilidades muy cercanas a las que nos pueden otorgar los ordenadores.
- Ofrece múltiples funciones.
- Es un banco infinito de información, al poder conectar con Internet.
- Presenta una gran facilidad de uso.

### Contribución del aprendizaje móvil a las competencias clave
El aprendizaje móvil contribuye positivamente al desarrollo de las competencias clave dentro del aula. Veamos algunos ejemplos:
- Competencia en comunicación lingüística (CCL): uso de aplicaciones para el aprendizaje del idioma propio o extranjero, como diccionarios o traductores. Además estará marcada por la exposición oral, su grabación y su posterior visualización.[24]
- Competencia matemática y competencias básicas en ciencia y tecnología (CMCT): uso de aplicaciones para el aprendizaje de conceptos matemáticos, científicos y tecnológicos como calculadoras científicas o el uso de geolocalización.
- Competencia digital (CD): Gracias al uso del aprendizaje móvil se desarrolla la competencia digital, no solo frente al uso de los dispositivos móviles, sino también que sea capaz de poner en uso los conocimientos adquiridos y desarrollar ideas de innovación aplicadas a las nuevas tecnologías. Con ello, la educación va más allá de una simple búsqueda en Internet.[20]
- Competencia en aprender a aprender (CAA): uso de aplicaciones para el desarrollo del trabajo colaborativo, la autoevaluación o la creación de tutoriales entre otros. Además del aprendizaje y uso autónomo de aplicaciones para el desarrollo del trabajo colaborativo, la autoevaluación o la creación de tutoriales entre otros.[25] Se produce un aprendizaje más autónomo, con un cambio metodológico en la búsqueda y selección de la información que llevará a los alumnos y alumnas a desarrollar habilidades de investigación y selección de datos en un entorno en constante cambio.[26]
- Competencias sociales y cívicas (CSC): compartir ideas y opiniones a través de las redes sociales.[25] Uso de los dispositivos móviles para crear un blog, una web, grabar entrevistas para incluirlas, etc.
- Sentido de la iniciativa y espíritu emprendedor (SIE): aplicación del aprendizaje móvil para desarrollar responsabilidad de uso (normas de utilización, control personal, uso de etiquetas, etc.).
- Conciencia y expresiones culturales (CEC): el acceso a manifestaciones culturales y aprender a expresarse en distintos códigos y formatos.[25] Uso de aplicaciones sobre arte (visionado de obras o creación propia) o música (tocar instrumentos, mezclar músicas…).
- Competencias de diseño y estructura en la implementación de contextos educativos del aprendizaje móvil, partiendo de modelos recopilados en las buenas prácticas de estudios basados en experimentos ya ejecutados desde los estudiantes con la guía del docente.[27]

## Tecnología ubicua
Este concepto de ubicuidad en las TIC fue introducido por Weiser en 1988 y adquirió reconocimiento a nivel mundial en 1991 con el trabajo "The Computer for the Twenty-First Century". La tecnología ubicua permite llevar a cabo actividades educativas en cualquier lugar donde el aprendiz se encuentre, y utilizar las herramientas de su entorno social de aprendizaje.
La tecnología ubicua permite llevar a cabo actividades educativas en cualquier lugar donde el aprendiz se encuentre, y utilizar las herramientas de su entorno social de aprendizaje, como sitios webs o a través de personas (comunidades auto-educadoras, blogs...). De ella se desprende el término de aprendizaje ubicuo. Un ejemplo de tecnología ubicua podría ser la realidad virtual puede pasar como tecnología ubicua, por ejemplo, al ayudar a “visitar” un país, así como los simuladores.
Gracias a la proliferación de estas Apps, los entornos ubicuos se han difundido no sólo para el comercio o la banca, sino también han llegado a la educación, con el mobile learning. Pero esta irrupción de la tecnología móvil en el uso diario de las personas, ha impuesto su uso de una forma natural, sin requerir formación del usuario, y aportando valor añadido que aporta más beneficios que coste.
El aprendizaje ubicuo, también conocido como u-learning, además de dar la posibilidad de adquirir conocimientos en cualquier escenario temporal, engloba los conceptos de e-learning y m-learning. Por otro lado, el u-learning también incluye en el aprendizaje algunos mass media, como serían la televisión interactiva o la Web 2.0, y los mp3 o mp4.
Cabe destacar que, aunque en un primer momento se pudiesen entender los conceptos de m-learning y u-learning como iguales, hay algunas diferencias entre ambos. En primer lugar, el u-learning corresponde al desarrollo racional del m-learning. En segundo lugar, el m-learning se centra más en las características y funciones tecnológicas mientras que el u-learning enfatiza en el poder de accesibilidad a la información en cualquier momento temporal a través de los dispositivos a los que se pueda tener acceso. Es por ello que el u-learning engloba el m-learning.

## Beneficios y obstáculos del aprendizaje electrónico móvil

### Beneficios de Mobile Learning para las estrategias pedagógicas
Dentro de los diferentes modelos pedagógicos asociados al aprendizaje móvil se desarrollan diversas estrategias pedagógicas:
- Portabilidad, debido a la dimensión de los dispositivos.
- Accesibles a los contenidos y actividades en cualquier momento.
- Mayores posibilidades de interacción alumnado-docente.
- Aptos para el aprendizaje en tiempo real.
- Favorecen el aprendizaje del alumnado.
- Reduce las barreras culturales de la comunicación.

Tal y como se muestra en el estudio Uso de medios electrónicos como estrategia de enseñanza para generar un aprendizaje dinámico e interactivo.

### Beneficios del aprendizaje electrónico móvil
Los beneficios que aporta el aprendizaje electrónico móvil se consideran en función de si afectan al alumnado, al profesorado o a las administraciones educativas.
En el caso del alumnado los beneficios son:
- Permite aprender en cualquier lugar y en cualquier momento no solo en el aula física.[38]
- Desarrolla las competencias digitales del alumno. Este puede aprender a buscar, seleccionar y analizar la información más fácilmente con la ayuda de dispositivos móviles que con materiales físicos.[39] Además puede realizar distintas actividades y mejorar la presentación de sus proyectos mediante distintas herramientas digitales y en línea.[40] Algunas de esas herramientas para el trabajo en el aula pueden ser: Dropbox, calendarios y Google docs para compartir y trabajar de forma colaborativa; Eduloc, códigos QR y realidad aumentada para la geolocalización tanto en interiores como exteriores.
- Potencia la creatividad del estudiante y estimula su participación.[41]
- Mejora las habilidades sociales del alumnado al interactuar con otros alumnos o con los docentes.[42]
- Potencia el trabajo cooperativo y colaborativo por medio de la elaboración de diversas tareas.[43]
- Promueve la metodología de aprendizaje basado en problemas.[43]
- Es muy útil para la atención a la diversidad favoreciendo la inclusión (pedagogía) y el acceso de todo el alumnado a los contenidos.[37]
- Reduce el material que el alumnado trae a clase de tal manera que no tiene que soportar tanto peso al ir al centro educativo.[44]
- Amplía y favorece la comunicación entre el alumno y el docente, permitiendo realizar diferentes tipos de proyectos, posibilitando que los estudiantes se sientan más cómodos al poder expresar sus ideas a través de diversos medios, existiendo ahora mayor posibilidad a la hora de entregar un trabajo haciendo uso de presentaciones, blogs, murales digitales, vídeos, etc.[45]
- Favorece la creación de experiencias educativas activas de aprendizaje. Esto quiere decir que la educación del estudiante es dinámica, estando el mismo en continuo aprendizaje mediante el uso de dicha tecnología.[46]

En el profesorado el aprendizaje electrónico móvil supone nuevas oportunidades para la docencia al poder acceder a distintas tecnologías alternativas, recursos y aplicaciones educativas para diseñar sus clases. Los docentes además pueden crear actividades con diferentes ritmos de aprendizaje para atender así a la diversidad del alumnado. De igual forma, esta nueva metodología ofrece la aproximación a múltiples recursos didácticos, permitiendo acceder a gran cantidad de información en distintos formatos y propiciando una mayor facilidad para la publicación inmediata de contenidos.
Para las administraciones educativas, aporta mejoras en las infraestructuras, recursos educativos y medios disponibles para los centros educativos. También es beneficioso para la comunicación de las administraciones con los miembros de la comunidad educativa y puede aumentar su prestigio al participar en proyectos de innovación educativa mediante este modelo de aprendizaje.

### Obstáculos del aprendizaje electrónico móvil
En ocasiones los procesos de enseñanza-aprendizaje a través de aprendizaje electrónico móvil acarrean algunos problemas que requieren de la comprensión de los dispositivos móviles y que van interrelacionados con su perspectiva de innovación para el mercado y la vida de sus usuarios, quienes deben ajustarse a dichas innovaciones.
Hay una interrelación del aprendizaje electrónico móvil con la aceptación y adaptabilidad a las nuevas tecnologías. Así pues existen diversas maneras en las que el aprendizaje electrónico móvil se considera un obstáculo para el desarrollo  de diversas actividades, opiniones y creencias partiendo de la base de este aprendizaje vinculado a dispositivos tecnológicos. Los dispositivos móviles son objeto de una continua innovación y resultan imprescindibles en el día a día de las personas. Sin embargo esta rápida evolución no siempre va acompañada de una comprensión eficaz de dicha tecnología, más si se intenta usar con fines educativos, pues se espera de estos dispositivos una rápida respuesta y un uso sencillo y lúdico. No obstante estos dispositivos han demostrado ser de gran utilidad a la hora de utilizarlos para fines educativos.
Mientras que la educación convencional se ha centrado en la idea de asimilar y adaptar contenidos para usarlos a posteriori, el aprendizaje electrónico móvil se centra más en detectar una necesidad y adaptarse. También permite que el proceso de enseñanza-aprendizaje pueda enfocarse en ser más cercano y personal, además el método respecto a cuándo y cómo acceder a la información en los dispositivos móviles cambia totalmente pudiendo ser este en cualquier momento y lugar.
Siguen existiendo obstáculos considerables que hay que superar para que las tecnologías móviles se integren en la educación plenamente y a gran escala.
- Percepciones negativas y modelos de fracaso.
- Pocos ejemplos de escalabilidad y sostenibilidad.
- Escasez de iniciativas localizadas.
- Inquietud por la censura y la privacidad.
- Falta de modelos de integración.
- Contexto socioeducativo de determinadas familias.

El desempeño del proceso de enseñanza-aprendizaje basado en un aprendizaje electrónico también tiene diversos inconvenientes, los cuales pueden ser paliados de la siguiente forma:
- Mantiene una autonomía limitada de la batería: Esto podría solucionarse instaurando varios centro de carga en las aulas de los centros, así como baterías portátiles.

- Genera un gran coste:Renovar las salas de ordenadores es un coste elevado que no todos los centros educativos pueden permitirse.

- Presenta un tamaño reducido la pantalla: El uso de estos dispositivos durante varias horas puede generar problemas de visión.

- Suscita el uso de estos recursos como medios de acoso, Cyberbullying. Se debe enseñar a manejar las nuevas tecnologías desde un punto de vista crítico, promoviendo el uso responsable de las mismas.

- Necesita de la preparación de los docentes. Es necesario establecer formación universitaria con asignaturas acordes a la actualidad y, además, llevar a cabo constantemente cursos de formación para los docentes.

- Genera comparaciones entre el alumnado: es necesario que los docentes aborden las diferencias en las características de los dispositivos utilizados debido a las distintas realidades económicas de los alumnos.

- Propicia el uso irresponsable de los dispositivos: siendo usados como elementos de distracción. Se deben establecer unas normas y premiar los valores positivos, así como educar en el buen uso de la tecnología.[50]

Según el documento de SCOPEO del año 2011 sobre aprendizaje electrónico móvil en España, Portugal e Hispanoamérica, existen una serie de obstáculos o barreras que frenan un mayor desarrollo del aprendizaje móvil, ellos son:
- La amplia diversidad de dispositivos móviles. Existen numerosas y variadas características tanto en tamaño, como en formato, sistemas operativos, etc. Esta diversidad genera dificultades en cuanto a la creación de contenidos y servicios debido a la ausencia de estándares.
- Digitalización de contenidos. Falta de adaptación tecnológica y pedagógica de los contenidos nuevos y previamente disponibles a un nuevo entorno que requiere de otro tipo de contenidos. Estos deben poder ser reproducidos en diferentes dispositivos, pese a la amplia diversidad de dispositivos existentes.
- Ausencia de estandarización. Es importante alcanzar una serie de estándares en determinados ámbitos del aprendizaje electrónico móvil para que su uso posibilite la migración de contenidos entre diferentes sistemas.
- La brecha digital. No solo hay que buscar solo la alfabetización digital, sino también la falta de posibilidades de acceder a la tecnología.
- Evaluación. El aprendizaje móvil se refiere a un aprendizaje más de tipo informal, debido a ello pueden surgir obstáculos con la evaluación, ya que los docentes están más familiarizados con la evaluación de aprendizajes obtenidos en instancias formales.
- Resistencia al cambio, tanto de docentes como alumnos.
- La procrastinación.
- Diferentes amenazas a los dispositivos móviles. Los dispositivos móviles se exponen a nuevos programas maliciosos que según la compañía Panda Security España, «(…) se está incrementando, debido a que cada vez (los dispositivos móviles, teléfonos inteligentes y PDA) almacenan una mayor cantidad de información sensible».[52]

Existen otro tipo de barreras de tipo más tecnológico:
- La batería de determinados dispositivos, sobre todo en el caso de los teléfonos inteligentes. Sin embargo, se están creando baterías cada vez más duraderas, y están surgiendo otras posibilidades para evitar el agotamiento de la batería como los árboles-enchufes que están siendo implantados en algunos centros educativos para que los alumnos pueden cargar sus dispositivos.
- La conectividad. Uno de los puntos fuertes es la ubicuidad y la posibilidad de realizar el aprendizaje en cualquier lugar y en cualquier momento. Sin embargo aún existen algunas zonas que cuentan con problemas de conectividad.
- El almacenamiento. Está siendo superado gracias al aumento de memoria en los dispositivos y a la computación en la nube que permite almacenar contenido fuera del dispositivo.
- Innovación tecnológica de los dispositivos. Los dispositivos pasan a estar obsoletos en un corto período de tiempo.
- Obsolescencia, se crea el efecto llamado “gadget”, trata de estar más pendientes de los avances tecnológicos que se pueden llegar a producir que del aprendizaje realmente. La tecnología se debe basar en una herramienta de apoyo para llegar a los mismos objetivos que con la presencial.[53]

Algunas desventajas del aprendizaje móvil son:
- Facilita la distracción del alumnado.[35]
- Necesita la constante adaptación de los materiales didácticos.[35]
- Limita el alcance y el despliegue de las estrategias debido a la consideración adecuada de las dificultades.[35]
- Puede existir un incremento de la curva de aprendizaje tanto en el ámbito docente como en el alumnado al no estar familiarizados con las nuevas tecnologías.[35]

## Aprendizaje electrónico móvil en las diferentes etapas educativas
El teléfono móvil también puede estar presente en la etapa de educación infantil. Al respecto, ofrece una serie de ventajas al convertirse en un recurso académico en el que se sientan implicados profesorado, familia y alumnado. Se propicia la alfabetización digital desde una edad temprana con el objetivo de fomentar la innovación educativa dentro de los centros educativos.
El dispositivo móvil más adecuado para el aprendizaje en estas edades es la tableta, ya que se adapta mejor a la visión y movimientos de las manos de los niños.
En relación con las tecnologías móviles emergentes, la mayoría de docentes lo consideran un buen recurso para el aprendizaje en la etapa de infantil.
Para el alumnado de 3 a 6 años se recomienda usar determinados equipos, como las tabletas de cómputo. Estas son pantallas más resistentes a los golpes, de mayor tamaño y se les puede introducir perfiles concretos para el alumnado, incluso a veces se incorporarles programas educativos preinstalados, con contenidos aptos para ellos.
La mayoría de docentes apuestan por incluir el aprendizaje móvil en esta etapa educativa, al considerarlo como un recurso más que favorable para el aprendizaje. De esta forma, los beneficios del uso de aprendizaje electrónico móvil en Educación Infantil, son:
- El alumnado, por su entorno, está familiarizado con estos dispositivos y puede trabajar casi de manera autónoma con ellos.
- Favorece en el estudiante el desarrollo cognitivo y psicomotor, más concreto de la motricidad fina.
- La familia está implicada y favorece la formación de sus hijos a lo largo de la jornada.
- Son dispositivos motivadores y de prestigio.
- El uso de los dispositivos puede reducir una mala utilización de estos dispositivos en etapas posteriores.
- Su uso es muy recomendable para realizar actividades centradas en el dibujo. El alumnado tiene una amplia paleta de colores en las app de los dispositivos que le permiten desarrollar la imaginación.

No obstante, un amplio sector educativo no ve adecuado su uso para la escritura, apostando más por una metodología tradicional. Asimismo, se ve la necesidad de combinar el aprendizaje electrónico móvil con otro tipo de metodologías docentes, ya que el alumnado, en función de sus características no aprende de igual forma y se decanta más por un método u otro.
La realidad aumentada favorece la educación, así como la realidad virtual.
En la educación primaria siguen aumentando su alfabetización digital y su manejo de manera más autónoma pero con el refuerzo familiar para su buen uso. Existen muchas nuevas tecnologías y aplicaciones educativas para fomentar la búsqueda y análisis de información, poder evaluar los conocimientos del alumnado, etc.
Las tecnologías educativas siguen cambiando y cada vez en edades más tempranas se utilizan dispositivos móviles inapropiadamente. Los docentes deben proporcionar información al alumnado sobre las posibilidades que otorgan y no dejar que lo aprendan solos desvinculando el aula de la vida real.
El alumnado debe hacer búsquedas adecuadas de información, realizar pequeñas indagaciones o vídeos además de manejar herramientas y aplicaciones TIC para fomentar su motivación, creatividad y las habilidades comunicativas.
En la etapa de educación secundaria ya tienen consolidado su uso de manera más autónoma. Existen aplicaciones encaminadas al trabajo colaborativo, donde los estudiantes comparten y publican archivos, o abrir canales de comunicación con todos los miembros del grupo, fomentando así la interacción social. Esto mejora la motivación de los estudiantes y su nivel de participación. Por ejemplo: Plataformas para que el alumnado visualice y acceda al temario, interactúe con otros alumnos, lleven a cabo una propia autoevaluación, etc.
Se han realizado diversos estudios donde se muestra que nueve de cada diez adolescentes tienen teléfono móvil con acceso a Internet. Se destaca el desconocimiento de los jóvenes en lo que respecta a los peligros que conllevan los móviles, como el ciberacoso o la adicción. Todas estas evidencias ponen de manifiesto la necesidad de formar a los estudiantes para que conozcan la forma correcta de emplear la tecnología y la gran utilidad del móvil como herramienta de aprendizaje.

## Formación del profesorado en el aprendizaje electrónico móvil
Todo centro educativo necesita fehacientemente docentes que guíen el proceso de aprendizaje de su alumnado por lo que la formación del profesorado es clave para la calidad educativa. Es importante que los docentes tengan presente cómo es el entorno del dispositivo móvil en el ámbito educativo. Han de tener claras las ventajas y desventajas que se pueden presentar durante su uso. Todo esto es necesario para poder llevarlo a cabo dentro de un colectivo específico.
Para que el alumnado aprenda de forma satisfactoria,  el profesorado ha de haber trabajado previamente con el dispositivo y decidir que su uso es beneficioso en cuanto a los objetivos que pretende conseguir. Los docentes, en la actual sociedad de la información, deben fomentar la competencia de aprender a aprender para desarrollar las destrezas cognitivas necesarias y enfrentarse día a día a las nuevas tecnologías. Para llegar a conseguir esto, es necesaria la formación continua del profesorado, desde el propio centro, facilitando de igual modo, los recursos necesarios para ello. El móvil pasa a convertirse en la herramienta principal y necesaria para este tipo de aprendizaje. El miedo a introducirlos en el aula debe desaparecer, por lo que es esencial saber cómo utilizarlo y comprenderlo.
El uso de dispositivos móviles puede significar la oportunidad de crear una educación inclusiva, con acceso frecuente y que a su vez garantice el derecho a la educación. En el contexto universitario, sobre todo, la brinda la posibilidad al estudiante de autogestionar su proceso académico y a su vez, autorregularlo y autoevaluarlo.
El personal docente es el encargado de transmitir al alumnado un uso crítico y responsable de los dispositivos móviles. Ha de analizar el perfil de los alumnos, sus competencias con las TIC y si pueden o no disponer de estos dispositivos. Han de tener claros los protocolos de control y actuación antes de emplearlos, además de conseguir que los usuarios de este tipo de aprendizaje tengan claras las ventajas y peligros que conlleva este modo de aprendizaje.

## El aprendizaje electrónico móvil y los alumnos con necesidades educativas especiales
El aprendizaje electrónico móvil reporta muchos beneficios para los alumnos con necesidades educativas especiales.Con el uso de las tecnologías estos alumnos pueden mejorar su atención, motivación y habilidades, superando así sus dificultades. Esto supone una ventaja tanto para profesorado como alumnado. La tecnología que utilicemos dependerá de su dificultad o deficiencias. Con la tecnología actual podemos atender necesidades individuales y realizar adaptaciones curriculares si así fuera necesario. Gracias a las nuevas tecnologías, se puede trabajar en el aula y fuera de ella. Precisamente esta posibilidad de trabajar también fuera del aula es sin duda una de las grandes ventajas del aprendizaje móvil.
Este tipo de metodología puede beneficiar al alumnado con necesidades educativas especiales en aspectos más concretos de su educación como puede ser la comunicación, ya sea oral o mediante apoyos visuales, haciendo uso de la tableta o móvil como panel de comunicación.
Con el avance de las tecnologías se puede observar como hay aplicaciones que favorecen el desarrollo personal, social y educativo del alumnado con necesidades específicas de apoyo educativo.
- El alumnado con autismo es un gran beneficiario de este tipo de aprendizaje.[75] La tecnología en formato visual puede ser beneficiosa ya que estructuran su pensamiento, mejoran su aprendizaje y habilidades sociales. Por ejemplo, las tabletas multitáctiles mejoran la colaboración, seguridad y estabilidad.[76]
- Se proponen medios electrónicos y videojuegos para alumnado con trastorno específico del lenguaje.[77]
- Disfasia: los alumnos mejorarán su desarrollo cognitivo, social y afectivo. Estas herramientas son un apoyo didáctico en clase.[78]
- Discalculia: el uso del software educativo puede ayudar a los alumnos a mejorar con las operaciones matemáticas básicas.[79]
- Trastorno por déficit de atención con hiperactividad: los videojuegos pueden ayudar de manera divertida a mejorar su atención, memoria e hiperactividad.[80]
- Resultan muy útiles también para el alumnado con dislexia los programas de reconocimiento de voz (instalados en prácticamente todos los dispositivos electrónicos) que ayudan al alumnado que tiene problemas con la decodificación.
- Para las personas con discapacidad visual se han diseñado tabletas en braille.[81] El grupo ACCEDO de la ONCE coopera con maestros y profesionales del diseño de software educativo para asesorar, informar y hacer accesibles a los alumnos con esta discapacidad.[82] Por otro lado, el alumnado con discapacidad visual tendría la oportunidad de ampliar las imágenes o la letra sobre la que tiene que trabajar haciendo más accesible el material que debe trabajar.[74]

- El alumnado con discapacidad motora puede encontrar dificultades para manipular objetos de índole escolar, como puede ser un lápiz o unos colores, ante esto, el alumno o alumna podría hacerlo con los dedos, mediante la pantalla táctil que requiere menos presión y precisión en sus movimientos.[74] Para la deficiencia motriz: existen diversos teclados virtuales y programas de ratón que pueden usar estos alumnos con los ordenadores.[83]
- Los estudiantes con discapacidad auditiva, con unos auriculares podrían mejorar su experiencia en el aula ya que podrán oír con la intensidad que necesiten la información que se está trabajando.[74] Para los alumnos con discapacidad auditiva los avances tecnológicos han supuesto unas ayudas que permiten un mayor aprovechamiento y mejora de los restos auditivos.[84]

## Influencia del aprendizaje móvil en la enseñanza de las lenguas
La irrupción de la Web 2.0 provoca una serie de cambios en la enseñanza de las lenguas. La teoría más aceptada es la que abarca el análisis de todos los enfoques de la enseñanza asistida por ordenador, que son los siguientes: restringida, abierta e integrada.
A partir de este momento, emergen una serie de etapas hasta lograr la normalización completa de la enseñanza de lenguas asistida por ordenador en los procesos de enseñanza y aprendizaje. La rápida evolución y aparición de dispositivos electrónicos y programas o aplicaciones para su uso en las aulas de lenguas extranjeras provoca que haya un cambio en la metodología.
Estos cambios en los métodos hacen que se pase  del enfoque audio-oral al constructivismo. El aprendizaje electrónico móvil es el principal método, porque permite el acceso rápido e instantáneo a los contenidos.

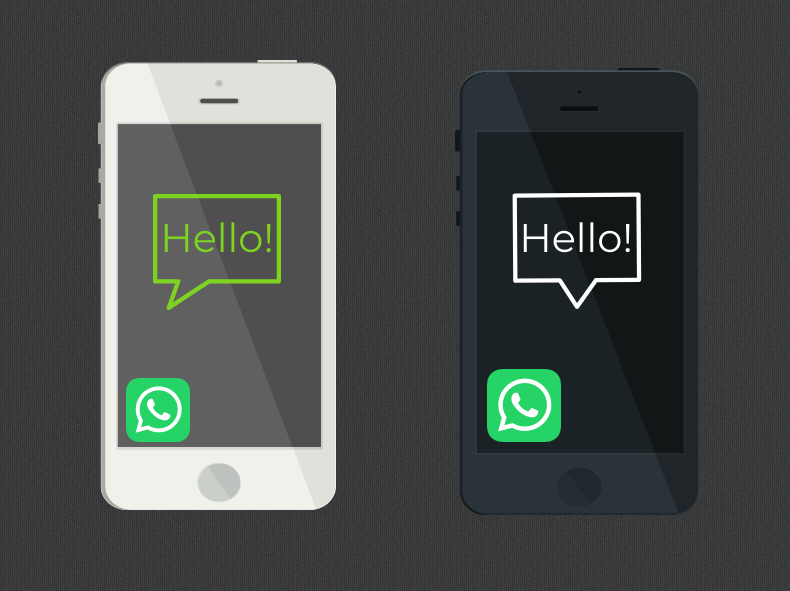
Aprendizaje móvil para la enseñanza del inglés

Respecto a la metodología aprendizaje electrónico móvil aplicada a la enseñanza de las lenguas, se encuentra la metodología de aprendizaje móvil del inglés (AMI), que busca la obtención de aprendizajes significativos para los estudiantes, la participación activa y la unión de la lengua y el uso de las nuevas tecnologías.
La metodología AMI propone una serie de actividades organizadas en fases, que se pueden realizar tanto en el aula, como fuera de ella.Se debe hacer uso del dispositivo móvil con acceso a Internet y ofrece la posibilidad de verificar los avances y hacer el seguimiento de las actividades a través del aula virtual. Las fases son las siguientes:
- Fase 1: estudio de la tecnología móvil existente. Se analizan las características, la red, la memoria, la mensajería, la cámara, la Wi-fi.
- Fase 2: recopilar materiales y recursos adecuados. WhatsApp, Bluetooth, Chat, Foro, YouTube, Facebook, Podcasts, aplicaciones.
- Fase 3: proceso de enseñanza-aprendizaje. El análisis de los conocimientos previos, tema nuevo, habla, comprensión, escritura, establecer el modelo, aplicar lo aprendido y evaluación.
- Fase 4: diseño de talleres. Se determina el título del taller, el objetivo, los contenidos, las actividades, los ejercicios y la evaluación.

Para llevar a cabo este tipo de metodologías, es necesaria una formación del profesorado que debe hacerse teniendo en cuenta diversas dimensiones:
- A nivel instrumental, el docente debe saber utilizar diversas herramientas tecnológicas en diversos usos. Además, es necesaria una buena formación del profesor para conocer y dominar los diferentes lenguajes usados en las TIC para poder establecer una comunicación adecuada.
- No podemos olvidar la importancia de que la elección y utilización de la herramienta TIC debe responder a los objetivos establecidos y a las actividades que van a desarrollarse para que se dé el aprendizaje del alumnado.
- Otro de los aspectos relevantes es que el docente no sea mero consumidor TIC sino que se convierta en diseñador y productor de recursos, materiales y conocimiento dentro de la web social.
- Por último, una actitud y pensamiento crítico, sabiendo las ventajas y desventajas que poseen las TIC. El uso del aprendizaje móvil en el aprendizaje de lenguas es muy reciente y muestra diversas ventajas:[93]
- El alumnado tiene acceso a comunidades de todo el mundo, lo cual hace posible la idea de amigos por correspondencia. Poder compartir experiencias con otros estudiantes mejora tanto la competencia lingüística como la motivación.
- Debido a que la producción del lenguaje tiene lugar en una pantalla, el estudiante puede compartir lo que está escribiendo o pensando con sus compañeros, fomentado así el aprendizaje cooperativo.
- Además, esta comunicación entre alumnos y también profesores, puede llevarse a cabo desde cualquier lugar o en cualquier momento. Teniendo la oportunidad de repetir las actividades todas las veces deseadas.
- Hacen posible el acceso a materiales reales. Los estudiantes pueden visitar museos virtuales, conciertos, periódicos…siguiendo su propio ritmo de aprendizaje.
- Nuevas metodologías como la ludificación van de la mano con esta modalidad de aprendizaje, haciendo posible una mejor contextualización de los contenidos y, por tanto, favoreciendo su comprensión.

Sin embargo, a pesar de todas estas ventajas que nos proporciona el aprendizaje electrónico móvil, debemos recordarnos que también hay desventajas en su uso:
- No todas las familias disponen de los recursos necesarios para adquirir dispositivos electrónicos de calidad.
- Son necesarios unos conocimientos previos, es decir una cierta competencia digital para poder manejarse y no sentirse desbordado ante la gran cantidad de información.
- Así mismo, la utilización de la enseñanza de las lenguas asistida por dispositivos electrónicos puede generar un comportamiento antisocial.

## Redes sociales móviles para el aprendizaje
Los dispositivos móviles en general y las herramientas propias de la Web 2.0, como son las redes sociales educativas, están presentes en el desarrollo de la enseñanza-aprendizaje, así como en metodologías colaborativas, cooperativas y constructivistas donde el alumnado se convierte en el centro del proceso. Existen las redes sociales educativas que facilitan el desarrollo de experiencias de aprendizaje móvil en beneficio de la interacción entre el profesor-alumno, e incluso, familia, y favoreciendo la comunicación en el entorno educativo a través de debates participativos y la motivación con el empleo de recursos audiovisuales de la materia. Sus funcionalidades se encuentran en el desarrollo de blogs, wikis, páginas web, redes y aplicaciones que posibilitan el auge de experiencias educativas de forma colaborativa.
Las diferentes plataformas que favorecen el aprendizaje a través del móvil permiten a los estudiantes tener gran variedad de opciones. A través de estas plataformas, los alumnos son capaces de desarrollar no solo la competencia tecnológica, sino aprender, asumiendo la responsabilidad de su desarrollo. El medio de acceso a la información y la educación forman parte de un contexto conocido por el alumno, donde se siente seguro. La innovación tecnológica y el uso del móvil como medio de aprendizaje exige al docente adaptarse a las necesidades. Entre las tareas de un docente está garantizar un clima seguro en el aula y en las plataformas tecnológicas.
Utilizar las redes sociales es positivo para la educación en los siguientes aspectos:
- Incrementa las habilidades sociales entre el alumnado
- Se obtiene información sobre un tema en concreto
- Favorece la comunicación grupal

Además, el uso de las redes sociales permite aumentar la participación del alumnado sin tener que motivarlo de ninguna otra forma, simplemente ofreciéndoles el empleo de redes y aplicaciones sociales para realizar las distintas tareas educativas.
Una red social a destacar es Twitter, ya que es valorada especialmente por ofrecer un espacio privilegiado para descubrir ideas, aprender de expertos, estar al corriente del arte y cultura, y conectar el aspecto de socialización con el de conocimiento.
En lo referente a la creación de una comunidad de aprendizaje, estas tienen un objetivo claro, ya que estas se realizan entendiendo que las personas suelen aprender a través de la socialización y la participación activa y continua en la realización de actividades o grupales en un proceso de enseñanza – aprendizaje. Por ello, la creación de este tipo de comunidades favorecen estos aspectos, ayudando al alumno a pasar del contexto académico y además, estimulan el aprendizaje a través de las interacciones que se dan entre sus miembros mediante sus reflexiones y recursos o ideas compartidas, generando nuevo conocimiento.
Las comunidades de aprendizaje son habituales. Estas se crean a través del uso de plataformas de redes sociales, ya que permiten una interacción continua para poder compartir y encontrar contenidos de otro usuarios, es decir, permiten múltiples herramientas así como materiales, facilitan la búsqueda y el contacto e interacción entre alumnos/as y docentes. Además, permiten a los alumnos fomentar el aprendizaje autónomo, evitando problemas a de ubicación o el tiempo, ya que cada uno emplea el tiempo necesario para su búsqueda en el lugar que le apetezca.
En algunas de las redes sociales móviles se puede interactuar en tiempo real, es decir, generar redes de aprendizaje que solventen preguntas, dudas e inquietudes de forma instantánea. De esta forma se crean grupos o comunidades para temas específicos en los que se desea interactuar y adquirir conocimiento mediante redes sociales móviles. Una línea fundamental de trabajo en el área de las redes sociales, está ligado directamente a las actitudes y uso que le den los usuarios a las plataformas de redes sociales móviles.

## Otros ejemplos de aplicación del aprendizaje móvil
El proyecto mLearning llevado a cabo en Europa por investigadores de Italia, Suecia y el Reino Unido pretendió utilizar las tecnologías portátiles para proporcionar experiencias de aprendizaje para jóvenes de edad comprendida entre 16 y 24 años. El proyecto se centró en investigar cómo las tecnologías móviles pueden cambiar las actitudes para el aprendizaje contribuyendo, de esta forma, a mejorar sus capacidades.
También, cabe destacar el proyecto ABTm cuyo fin era diseñar, desarrollar, aplicar y evaluar una metodología específica a partir de los videojuegos interactivos para dispositivos móviles Pocket PC. La metodología consistió en actividades de trabajo en el aula, en terreno con videojuegos de trivial para PocketPC y una actividad mediante un videojuego móvil de nombre Evolución.
En Latinoamérica también encontramos proyectos basados en el aprendizaje electrónico móvil, como la aplicación Google Classroom, que ofrece un sistema de comunicación e interacción entre profesorado y alumnado, y permite numerosas funciones como visualización de vídeos, envío o presentación de trabajos, etc.
En Argentina principalmente encontramos iniciativas que promueven el uso del móvil en el aula, como por ejemplo el programa de Telecom Nuestro Lugar, que contiene un catálogo de múltiples aplicaciones destinadas al uso en el aula. También podemos mencionar el trabajo realizado por la iniciativa Programar de la Fundación Sadosky que adaptó contenido de Pensamiento Computacional para ser utilizado por dispositivos móviles sin inconvenientes y que se puede encontrar en la sección Programar en Casa.
Por otro lado, en una investigación enmarcada en el proyecto “Mi móvil al servicio de la comunidad: aprender y compartir” e impulsada por Fundación Telefónica junto con la colaboración de Fundación Itinerarium y la Universidad de Barcelona se describen dos experiencias de aprendizaje situado cuyo fin es integrar las aplicaciones móviles y herramientas de geolocalización en los proyectos pedagógicos de educación secundaria.
En la experiencia de aprendizaje 1 sobre “Proyecto de orientación profesional”, los alumnos utilizaron los teléfonos móviles principalmente para tres tipos de actividades: crear y editar contenidos multimedia, geolocalizar los contenidos y buscar información. La experiencia de aprendizaje 2 sobre “Madrid capital europea de la cultura en 2016”, los alumnos destacaron que aprendieron a trabajar juntos, y que la coordinación y el trabajo en grupo fue una experiencia importante.
Los resultados obtenidos en este estudio mostraron que la mayoría del alumnado de 3.º y 4.º de ESO dispone de un teléfono móvil con acceso a Internet y éste se utiliza mayoritariamente para navegar por Internet, enviar mensajes y acceder a las redes sociales.
Las aplicaciones relacionadas con la geolocalización como el uso de mapas, localización, GPS, etc., apenas fueron utilizadas previamente por el alumnado. Para los alumnos de ambos centros fue la primera vez que utilizaron el móvil con finalidad educativa y no tenían conocimientos previos de aspectos relacionados con la geolocalización de contenidos. También resultó novedoso para el alumnado la creación de contenidos para webs y, en el caso del alumnado de la experiencia 1, tampoco tenían experiencia en el uso del Google Drive para la gestión de documentos y archivos de audio y vídeo.

## Críticas al aprendizaje móvil
Con el uso de los recursos tecnológicos los estudiantes desarrollan la capacidad de entendimiento, de la lógica, favoreciendo así el proceso del aprendizaje significativo en los alumnos, sin embargo nos encontramos con ciertas desventajas. La escasa dotación tecnológica existente en los centros públicos, dificulta la implantación de nuevas metodologías adaptadas a la sociedad actual. Sin embargo, aunque no haya equipos en las escuelas y aunque la estructura no sea la más adecuada, se pueden ir haciendo pequeños avances. Por esta razón los docentes han encontrado un mundo de posibilidades, integrando nuevas tecnologías como un recurso más en las aulas, para promover y facilitar la actitud participativa del alumnado, facilitando una actitud participativa e individualizada.
Este tipo de aprendizaje requiere un cambio en la conducta del docente a la hora de planificar e impartir sus materias. De ahí que la vinculación entre la tecnología y la renovación pedagógica de la práctica docente sea condición necesaria para que este genere buenas prácticas educativas con TIC que ayuden al alumnado a obtener aprendizajes de calidad que sean de utilidad para su futuro.
Al utilizar en el aula el móvil, el alumnado puede distraerse y disminuir la concentración. También perjudica su uso en la ortografía y la redacción correcta de textos. También puede generar adicciones, aislamiento o dependencia. Pues, en los últimos años ha aumentado el ciberacoso a través de los móviles y cierta responsabilidad recae en los docentes porque tienen que educar para evitar estos sucesos. Por el contrario, usar el móvil puede mejorar la alfabetización digital o manejo correcto de herramientas.
Otra desventaja que puede añadirse al aprendizaje móvil queda relacionada con los docentes los cuales no están familiarizados con esta metodología y son reacios a la innovación. La Confederación Española de Centros de Enseñanzas (CECE), informa que el 40 % de los docentes no utiliza las TIC por falta de formación. En la práctica cotidiana, una gran mayoría de los docentes solo utilizan el móvil como un recurso más en el proceso de enseñanza-aprendizaje. En relación con esto resulta interesante la entrevista a Ferrán Adriá que habla sobre la innovación en educación, donde cita que «es indispensable no caer en la monotonía y no perpetuar una manera rutinaria de formar a los alumnos» , donde «la monotonía es el principal enemigo de la innovación en educación». Con lo cual, el docente tiene que integrarse en las nuevas tecnologías y tener iniciativa por aprender un recurso tan actual como es este.
La pérdida de destrezas sociales esenciales, tales como una comprensión eficaz, se considera otro inconveniente ante el uso dispositivos móviles y de comunicación mediante medios digitales de manera escrita.

## Directrices para las políticas de aprendizaje móvil
La UNESCO establece un conjunto de directrices para las políticas de aprendizaje móvil que pueden ser adaptadas a las realidades e idiosincrasias de los distintos contextos. Además considera que las tecnologías móviles pueden ampliar y enriquecer las oportunidades educativas.
Directrices de la UNESCO para las políticas de aprendizaje móvil:
- Crear políticas relacionadas con el aprendizaje móvil o actualizar las ya existentes.
- Capacitar a los docentes para que impulsen el aprendizaje mediante tecnologías móviles.
- Proporcionar apoyo y capacitación a los docentes mediante tecnologías móviles.
- Crear contenidos pedagógicos para utilizarlos en dispositivos móviles y optimizar los ya existentes.
- Velar por la igualdad de género de los educandos.
- Ampliar y mejorar las opciones de conectividad garantizando la equidad.
- Elaborar estrategias para proporcionar acceso en condiciones de igualdad para todos.
- Promover el uso seguro, responsable y saludable de las tecnologías móviles.
- Utilizar la tecnología móvil para mejorar la gestión de la comunicación y la educación.
- Aumentar la conciencia sobre el aprendizaje móvil mediante actividades de promoción, el liderazgo y el diálogo.[5]

## Aprendizaje electrónico móvil como precursor de metodologías activas
El aprendizaje electrónico móvil facilita el desarrollo de metodologías activas en el aula en el que el alumno es el responsable de su propio aprendizaje y el docente actúa como un guía o facilitador en el aula:
- Aprendizaje cooperativo: la utilización de dispositivos móviles en el aula es un aspecto clave para conseguir la interacción y la cooperación entre los alumnos.[119] Además las TIC promueven un espacio de trabajo cooperativo en el que los alumnos deben establecer roles, qué hacer y los pasos a seguir para resolver un problema.[120]
- Aprendizaje basado en proyectos/resolución de problemas: los alumnos pueden seguir los pasos para hacer un proyecto a través de dispositivos móviles: búsqueda y selección de información, análisis, presentación y evaluación.[121]
- Aula invertida: los alumnos pueden trabajar los contenidos (vídeos, textos, etc.) propuestos por el profesor en sus casas a través de los dispositivos móviles.[122]
- Ludificación: a través de los dispositivos móviles involucramos al alumno en actividades motivadoras a través de roles, puntuación, trabajo en equipo, etc. para conseguir un mismo objetivo.[123]

- Aprendizaje ubicuo: a través de los dispositivos móviles los alumnos pueden aprender en cualquier parte y en cualquier momento.[124]

## Aprendizaje móvil y su usabilidad
A continuación se definen unas reglas de necesario cumplimiento para poder obtener portales de aprendizaje móvil eficaces, que sean agradables para el usuario y que la interfaz sea usable para soportar el dinamismo de los dispositivos móviles:
- Usuario y alumno: el éxito o fracaso de los portables de aprendizaje móvil usables dependen en gran medida de la motivación y las habilidades de uso de la tecnología móvil que se tenga.
- Interacción persona y móvil: en la integración de la tecnología móvil, se debe tener en cuenta diferentes características como el tamaño de la pantalla, el peso, la memoria, la resolución, capacidad de procesamiento y flexibilidad.
- Mapeo entre el mundo real y los diferentes portales de aprendizaje móvil: la forma de interactuar entre el portal y los alumnos debe ser en forma de palabras, frases o concepto que sean de fácil asimilación por parte del alumnado, para que se pueda visualizar una representación abstracta y la comprensión física.
- Visibilidad del estado: deben tener informado al alumno en todo momento del seguimiento de sus avances indicándoles lo que se está haciendo mediante retroalimentación.
- Reducir al máximo la carga cognitiva humana: los contenidos mostrados en los portales de aprendizaje móvil deben ser en pequeños fragmentos y homogéneos de información, para que su cabida dentro de la pantalla sea correcta.
- Pequeña pantalla: el uso de tamaños pequeños de las pantallas en los dispositivos móviles puede acarrear problemas a la hora de mostrar y organizar eficientemente la información.
- No sobrecargar: tanto para los usuario principiantes como para los expertos, el hecho de mostrar información extraña puede crear confusión en el uso de los portales.
- Navegación: la selección de las estructuras de navegación apropiadas determina el éxito y el fracaso de la información presentada.
- Coherencia: es uno de los principios de usabilidad más fundamentales en el diseño de interfaces.[126] La información y las acciones similares deberían estar ubicadas en el mismo lugar para asegurar la coherencia y la facilidad de reconocimiento. Esta coherencia debería mantenerse para todas las funciones de los portales de aprendizaje, dentro de la misma plataforma o una diferente.